# Philipp Hangen (Politiker)
Philipp Hangen (* 5. März 1848 in Biebelsheim; † 23. August 1920 in Mainz) war ein deutscher Jurist und Politiker.

## Familie
Hangen war der Sohn des Gutsbesitzers und Bürgermeisters von Biebelsheim Philipp Hangen und dessen Ehefrau Christine geborene Emmerling. Er heiratete am 3. Mai 1880 Anna Susanna Billhard (* 1857), die Tochter des Mainzer Gymnasiallehrers Cornelius Billhard (1829–1862) und der Bertha geborene Heckler (* 1833). 

## Leben
Hangen studierte nach dem Besuch der Gymnasien in Kreuznach und Worms Rechtswissenschaften an der Universität Gießen. Während seines Studiums wurde er Mitglied der Burschenschaft Germania Gießen. Am Deutsch-Französischen Krieg 1870/71 nahm er teil, zuletzt als Leutnant. Nach seinen Examina 1870 und 1872 und der Promotion zum Dr. jur. durch die Universität Gießen im Oktober 1871 wurde er 1877 Advokat-Anwalt in Mainz, 1896 Landgerichtsrat beim Landgericht der Provinz Rheinhessen. Dort war er Vorsitzender Richter der Kammer für Handelssachen. Um 1897 machte er sich um die Einführung des Bürgerlichen Gesetzbuches (BGB) verdient. 1899 wurde er Oberlandesgerichtsrat beim Oberlandesgericht Darmstadt, 1901 wurde er Mitglied der Prüfungskommission für das Justiz- und Verwaltungsfach und 1905 Präsident des Landgerichts der Provinz Rheinhessen in Mainz. Ab 1911 gehörte er als von Großherzog auf Lebenszeit ernanntes Mitglied der Ersten Kammer der Landstände des Großherzogtums Hessen an. Seinen Abgeordneteneid legte er am 19. Dezember 1910 ab. Mit der Novemberrevolution endete 1918 sein Mandat. 1916 wurde er Geheimrat und trat 1919 in den Ruhestand.

## Ehrungen
- Verdienstorden Philipps des Großmütigen, Komturkreuz 2. Klasse mit Krone